# Carola Hartfelder
Carola Hartfelder (* 4. März 1951 in Ost-Berlin) ist eine deutsche Politikerin (CDU). Sie war von 1994 bis 2009 für drei Legislaturperioden Abgeordnete im Landtag Brandenburg.

## Leben und Beruf
Carola Hartfelder besuchte von 1957 bis 1969 die Schule, die sie an der EOS Luckau gleichzeitig mit dem Abitur und dem Abschluss einer Berufsausbildung zur Chemiefacharbeiterin beendete. Anschließend absolvierte sie von 1969 bis 1973 ein Studium an der Humboldt-Universität zu Berlin zur Diplomlehrerin für Sport und Geschichte. Von 1973 bis 1990 unterrichtete sie an POS in Berlin, Sadenbeck und Drahnsdorf und war 1990 bis 1991 Schulleiterin in Drahnsdorf. Anschließend war sie bis 1994 Lehrerin am Gymnasium Luckau, wo sie auch Studienrätin wurde.
Carola Hartfelder ist seit 1970 verheiratet und hat eine Tochter (* 1972) und einen Sohn (* 1973). Sie ist evangelisch und wohnt in Görsdorf.
Seit dem Schuljahr 2011/12 arbeitet sie wieder am, inzwischen umbenannten, Bohnstedt-Gymnasium Luckau in den Fächern Sport und Geschichte.

## Politik

### Partei
Nach der Wende in der DDR 1990 wurde Carola Hartfelder Mitglied der CDU. Im Jahr 2001 wurde sie zur Vorsitzenden des CDU-Kreisverbandes Teltow-Fläming gewählt, dessen Kreisvorsitzende sie bis 2005 war.
Von 1991 bis 1993 war sie stellvertretende Landesvorsitzende und von 1993 bis 1996 Landesvorsitzende der CDU Brandenburg. Beim deren Parteitag im Januar 2007 wurde sie nicht als Beisitzerin in den Landesvorstand gewählt, da sie nicht die erforderliche Mehrheit der Delegierten erhielt.

### Abgeordnete
Von 1990 bis 1993 war Hartfelder Vorsitzende der CDU-Fraktion im Kreistag Luckau und seit 1998 ist sie Mitglied im Kreistag Teltow-Fläming.
Mitglied des Landtages Brandenburg war Hartfelder von Oktober 1994 bis September 2009. Bei der Landtagswahl am 27. September 2009 trat sie aus eigenem Wunsch nicht mehr an.
Zuletzt konnte sie sich bei der Landtagswahl 2004 im Wahlkreis Teltow-Fläming II nicht gegen die Kandidaten von PDS und SPD durchsetzen. Sie zog stets über Landesliste der CDU Brandenburg in das Parlament ein.
In der 2. Wahlperiode (1994–1999) war Carola Hartfelder stellvertretende Vorsitzende des Ausschusses für Bildung, Jugend und Sport, sowie Mitglied im Petitionsausschuss. In der folgenden 3. Wahlperiode (1999–2004) übernahm sie den Vorsitz im Ausschuss für Bildung, Jugend und Sport und war zudem Mitglied im Ausschuss für Haushalt und Finanzen. Während ihrer letzten Wahlperiode (2004–2009) vertrat sie ihre Fraktion als einfaches Mitglied im Ausschuss für Bildung, Jugend und Sport sowie im Petitionsausschuss. Sie war Jugend- und Sportpolitische Sprecherin der CDU-Landtagsfraktion. Darüber hinaus war Hartfelder von 2004 bis 2007 Vorsitzende des Fraktionsarbeitskreises Soziales.